# Tour de Dinez
La tour de Dinez ou, plus précisément, la tour de l'ancienne église Saint-Urbain de Dinez, est une tour du XVIIIe siècle classée du village de Dinez faisant partie de la commune de Houffalize en Belgique, dans la province de Luxembourg.

## Localisation
La tour se situe à l'intérieur du cimetière du village ardennais de Dinez, à la limite de ce village et de celui de Wilogne, aux lieux-dits Dessous-l'Église et Champ-Paquette et à une altitude de 440 mètres. Elle se trouve à une centaine de mètres au sud de l'actuelle église de Dinez.

## Historique
Cette tour coiffée d'un clocher est le vestige de l'ancienne église Saint-Urbain de Dinez. Le reste de l'édifice a été détruit. Elle date de 1755. 

## Description
Cette ancienne tour d'église de plan carré d'environ 5 mètres de côté est haute de trois niveaux. Elle est bâtie en pierres de schiste blanchies issues des carrières de la région. La tour peut être traversée en passant par l'emplacement de l'ancienne porte d'entrée rectangulaire de l'église située au sud-ouest et la partie voûtée qui menait à la nef dont le début de la maçonnerie est encore visible. Un oculus du XIXe siècle est placé au-dessus de l'ancienne porte d'entrée. La tour est surmontée d'une flèche octogonale sur base à coyaux prononcés et comprend quatre abat-sons. Dans un angle extérieur de base de la tour, on peut voir une cuve baptismale primitive en arkose datant probablement du XIIe siècle.

## Classement
La tour de l'ancienne église Saint-Urbain de Dinez, les pierres tombales, l'ancienne cuve des fonts baptismaux et le mur d'enceinte de l'ancien cimetière de Mont-lez-Houffalize ainsi que l'ensemble formé par l'église, les monuments, le cimetière et les terrains environnants sont classés depuis le 26 novembre 1973 et repris sur la liste du patrimoine immobilier classé de Houffalize